# André Henning
André Henning (São Paulo, 20 de setembro de 1975) é um jornalista, locutor, radialista, apresentador e repórter brasileiro.
André é filho do também jornalista Hermano Henning e Vera Henning e irmão do repórter Herbert Henning.

## Carreira
Começou na Rádio Cidade (hoje Metrópole FM), pioneira em Salvador. Cursou jornalismo, mas também foi locutor musical e aprendeu sobre o funcionamento técnico de uma rádio – gravação, edição, fabricação de vinhetas, operação. Sua curiosidade o fez aproveitar a oportunidade para aprender os detalhes que podem parecer os menos importantes possíveis, mas fizeram a diferença como uma grande escola. Fez bons amigos na rádio, especialmente Mário Kertész, e até hoje quando vai à Salvador mantém contato.
Trabalhou como apresentador e coordenador do programa "Bom Dia Bahia" da TV Aratu (na época afiliada da CNT, e hoje afiliada do SBT). Já em 1997, ele voltou a São Paulo para trabalhar na Rádio Band FM, já como repórter. Em 2001, foi para a Transamérica, onde começou a ser narrador, transmitindo a Fórmula 1, cobertura da Copa de 2002 no Japão e as Olimpíadas de 2004, em Atenas.

### Esporte Interativo
Em 2006, André volta à TV (e continua no rádio), para narrar pela TNT Sports (antigo Esporte Interativo) nas parcerias com a Rede NGT, TV Cultura e Rede Bandeirantes. Em 2007, deixa a Rádio Transamérica para dedicar-se somente a TV, onde segue até hoje, sendo o principal narrador esportivo da emissora, narrando jogos da UEFA Champions League e Campeonato Brasileiro. Também apresentou programas como o No Ar com André Henning e Caderno de Esportes.
Em 2015, foi eleito para a nova safra de locutores esportivos no livro Os Mestres do Espetáculo, sobre os maiores narradores esportivos da história do rádio brasileiro. André também participou do livro como entrevistado. Em 2017, entrou no novo programa da emissora, intitulado + 90.
Seu momento mais marcante na emissora foi quando narrou a final do Campeonato Mundial de Handebol Feminino de 2013, ano em que o Brasil conquistou o título inédito até então.

## Estilo de Narração
No início de sua carreira, André foi narrador de rádio. Segundo o próprio, sua narração vibrante, típica de locutores radialistas, é uma herança desta época. "Algo que me marcou muito foram as transmissões de rádio do Osmar Santos, do Fiori Gigliotti, do José Silvério e do Eder Luiz. "Eu sinto que se eu conseguir passar a sensação que esses caras passaram pra mim um dia, aquele negócio do sentimento. É isso que quero fazer.", disse ele.
Para o jornal Folha de S.Paulo, "seguidor da linhagem de Osmar Santos e Galvão Bueno, duas referências da narração emocionada, Henning transita continuamente entre o cômico e o (melo)dramático, beirando algumas vezes a histeria."
Mauricio Stycer, colunista do UOL, fez uma crítica a André Henning, dizendo: "Divido os narradores em dois times, os talentosos e os que gritam. Neste segundo time, me sinto obrigado a dizer que não conhecia ninguém com a força de André Henning". Em contrapartida a este pensamento, Carlos Salvador, colunista do site Esporte e Mídia, diz: "muitos críticos (me incluo algumas vezes), reclamam dos gritos, dos exageros, mas é preciso entender que é o estilo dele. Ele só quer passar emoção, e não interessa se vai exagerar ou ser comedido, ele vai fazer ser emocionante. André coloca verdade nas transmissões".

### Bordões
Seu famoso bordão "Tem que apanhar de cinta" é muito usado quando o jogador perde uma grande chance de fazer o gol. Outro bordão famoso usado por ele é "Quem sabe na bola parada" quando acontece algum lance de bola parada. Quando começa o jogo ele diz: "Rola a bola, vamos para os primeiros 45 minutos de (times que estão em campo) ou "Rola a bola, vamos para os 45 minutos finais de (times que estão em campo).

## Prêmios
| Ano  | Prêmio                                                                     | Categoria          | Resultado | Ref.   |
| ---- | -------------------------------------------------------------------------- | ------------------ | --------- | ------ |
| 2000 | Troféu ACEESP (Associação dos Cronistas Esportivos do Estado de São Paulo) | Revelação de Rádio | Venceu    | [ 11 ] |
| 2021 | Prêmio Comunique-se                                                        | Locutor Esportivo  | Indicado  | [ 12 ] |